# Elaphoglossum beitelii
Elaphoglossum beitelii är en träjonväxtart som först beskrevs av John T. Mickel, och fick sitt nu gällande namn av A. Rojas. Elaphoglossum beitelii ingår i släktet Elaphoglossum och familjen Dryopteridaceae. Inga underarter finns listade.